# Radio Rivadavia
Radio Rivadavia és una estació de ràdio argentina que transmet des de la Ciutat Autònoma de Buenos Aires.
És considerada -al costat de Radio Splendid (La 990), Radio Municipal, Radio Mitre i Radio Nacional- una emissora portenya clau en la historia de la ràdio argentina; dins de les que encara estan a l'aire.
La seva grilla es compon de programes periodístics, magazins i programes musicals. També compta amb el seu propi servei de notícies (El Rotativo del aire), amb transmissions de futbol i d'automobilisme, i amb segments de música programada.

## Història
Va començar a transmetre des d'Avinguda Callao 1526, sota la llicència que pertanyia a Radio Muebles Díaz. Posteriorment va tenir una altra seu (Avinguda Santa Fe 2043).
Després d'haver romàs nacionalitzada i intervinguda durant més de 20 anys, l'emissora va ser adjudicada per l'Estat a Radio Emisora Cultural S.A. en 1958. I llavors també es va establir en l'edifici que avui ocupa. Després de passar per dificultats econòmiques que feien preveure la seva subhasta i l'acomiadament de més de cent treballadors en setembre de 2018 finalment fou adquirida pel Grupo Fénix Entertainment Group de Marcelo Figoli.